# Alianza para el Cambio (Guyana)
Alianza para el Cambio (en inglés: Alliance for Change), abreviado como AFC es un partido político guyanés de ideología socioliberal, progresista y multirracial fundado en 2005 por tres diputados que desertaron de sus antiguos partidos: Raphael Trotman, del Congreso Nacional del Pueblo (PNC), Khemraj Ramjattan, del Partido Progresista del Pueblo (PPP), y Sheila Holder, de la Alianza del Pueblo Trabajador (WPA).
Actualmente es el tercer partido más grande del país y hasta 2020 formó parte de la coalición oficialista APNU + AFC, gobernando el país junto a otros tres partidos con uno de sus miembros, Moses Nagamootoo, como primer ministro en el gabinete del presidente David Granger, del PNC.

## Historia
En las elecciones generales de 2006 la AFC irrumpió con fuerza en el escenario político guyanés al recibir el 8.43% del voto popular y 5 escaños, el mejor resultado logrado por una tercera fuerza detrás del tradicional bipartidismo entre el PPP y el PNC desde la década de 1960, arrebatando varios votos al PNC, que salió profundamente debilitado de los comicios. Numerosos analistas dedujeron que el apoyo a la AFC provenía principalmente de los sectores más desapegados de la división racial que sufre el país, con el PPP siendo apoyado mayormente por los indoguyaneses, y el PNC por los afroguyaneses, destacándose el liderazgo renovador y multirracial de la AFC.
Después de las elecciones de 2011, en las cuales la oposición, encarnada en la alianza Una Asociación para la Unidad Nacional (APNU), liderada por el PNC, y la propia AFC como tercera fuerza, obtuvieran mayoría de escaños juntos (33 sobre 32) pero se vieran fuera del gobierno debido a que el PPP recibió más votos, tanto la APNU como la AFC empezaron a cooperar, buscando presentar una lista conjunta en las elecciones generales de 2015. En dichos comicios, la coalición APNU + AFC) obtuvo el 50.29% de los votos y 33 de los 65 escaños, logrando investir al líder del PNC, David Granger, como presidente de Guyana, con Moses Nagamootoo, de la AFC, como primer ministro.
En las elecciones generales de 2020 la coalición obtuvo un 47,34% y 31 escaños, resultando derrotada por el Partido Progresista del Pueblo y regresando a la oposición.
Durante la crisis de la Guayana Esequiba de 2023 y el aumento de tensiones con Venezuela, Alianza Para el Cambio pidió el 4 de noviembre prohibirle votar en las elecciones a los venezolanos con ciudadanía guyanesa, al igual que no concederle la nacionalidad a más personas del país vecino.